# José Luis Rodríguez Zapatero
José Luis Rodríguez Zapateroⓘ (/xo'se lu'is ro'ðɾigeθ θapa'teɾo/) (sinh ngày 4 tháng 8 năm 1960), được biết đến nhiều hơn qua họ đệm Zapatero của ông, là Thủ tướng Tây Ban Nha. Đảng do ông lãnh đạo, Đảng Công nhân Xã hội Tây Ban Nha, đã dành thắng lợi trong cuộc tổng tuyển cử vào ngày 14 tháng 3 năm 2004 và một cuộc bầu cử khác vào ngày 9 tháng 3 năm 2008. Những hành động đầu tiên của chính phủ đầu tiên của ông bao gồm rút quân đội Tây Ban Nha ra khỏi Iraq, một cuộc thương lượng gây tranh cãi với nhóm ly khai vũ trang ETA, thành lập Tòa án Bạo hành Phụ nữ Tây Ban Nha, luật pháp hóa hôn nhân cùng giới và một chương trình ân xá cho dân nhập cư không giấy tờ.

### Chính thức
- Đảng Công nhân Xã hội Tây Ban Nha
- Trang web La Moncloa, nơi ở chính thức của Thủ tướng Tây Ban Nha

### Truyền thông
- Cuộc chuyển giao thứ hai, bản điều tra của báo The Economist, 24 tháng 6 năm 2004
- Cuộc phỏng vấn của Tạp chí Time, 19 tháng 9 năm 2004 Lưu trữ ngày 16 tháng 5 năm 2008 tại Wayback Machine
- Vị thủ tướng tình cờ[liên kết hỏng]
- Tiểu sử chi tiết của Tổ chức CIDOB Lưu trữ ngày 21 tháng 3 năm 2009 tại Wayback Machine (tiếng Tây Ban Nha)
- "Rodriguez Zapatero thật sự"; Đánh giá bình luận từ tổ chức Nạn nhân Khủng bố Lưu trữ ngày 9 tháng 3 năm 2008 tại Wayback Machine

Bản mẫu:SpanishPrimeMinisters